# Восточная пеламида
Восточная пеламида (лат. Sarda orientalis) — вид пелагических рыб из семейства скумбриевых (Scombridae). Обитают в субтропических и тропических водах Индийского и Тихого океана между 43° с. ш. и 41° ю. ш. и между 24° в. д. и 77° з. д. Достигают длины 102 см. Ценная промысловая рыба.

## Ареал
Восточные пеламиды широко распространены в субтропических и тропических водах Индо-Тихоокеанской области. Они обитают у побережья Австралии, Вьетнама, Гватемалы, Гондураса, Джибути, Египта, Индии, Индонезии, Иордании, Йемена, Кении, Китая, Колумбии, Коморских островов, Коста-Рики, Мадагаскара, Мексики, Мозамбика, Никарагуа, Омана, Панамы, Папуа Новая Гвинея, Перу, Сальвадора, Саудовской Аравии, Сейшел, Сомали, Судана, Тайваня, Танзании, Филиппин, Шри-Ланки, Эквадора, Эритреи, ЮАР и Японии. Встречаются в воде температурой от 14 °C до 23 °C. Образуют стаи с другими скумбриевыми сходного размера.

## Описание
Максимальная длина от начала рыла до развилки хвостового плавника в Индийском океане составляет 101,6 см, а в водах Японии — 80 см, масса 3 кг. У восточных пеламид веретеновидное невысокое тело, у молоди довольно короткое и сжатое с боков. Голова большая, её длина содержится 3,25—3,5 раза в стандартной длине тела до развилки хвостового плавника. Рот довольно крупный, широкий. Верхняя челюсть заходит за глаз. Зубы большие, изогнутые, выстроены в один ряд. На верхней челюсти 12—20, а на нижней 10—17 зубов. Зубы на сошнике отсутствуют. На первой жаберной дуге 8—13 тычинок. Имеется 2 спинных плавника, расположенных близко друг к другу. В первом спинном плавнике 17—19 колючих лучей, длина его основания составляет 28,2—32,7 % от длины тела до хвостовой развилки. Позади второго спинного плавника пролегает ряд из 8 мелких плавничков. Грудные плавники короткие, образованы 23—26 лучами. Между брюшными плавниками имеется невысокий раздвоенный выступ. В анальном плавнике 14—16 мягких лучей. Позади анального плавника пролегает ряд из 6 мелких плавничков. Боковая линия единичная, волнообразно изгибается вниз по направлению к хвостовому стеблю. Хвостовой стебель узкий. По обе стороны хвостового стебля пролегает длинный медиальный киль и 2 небольших киля по бокам от него ближе к хвостовому плавнику. В передней части тела имеется панцирь, остальная кожа покрыта мелкой чешуёй. Общее количество позвонков составляет 44—45, в том числе 20—22 в хвостовом отделе. Плавательный пузырь отсутствует. Левая и правая доли печени удлинены, а средняя укорочена. Спина сине-зелёного цвета, бока и брюхо серебристые, верхнюю половину тела покрывают узкие тёмные скошенные полосы.

## Биология
Пеламида — хищник. Основу рациона составляют мелкие стайные пелагические рыбы, вид которых зависит от географического места обитания. Также охотятся на кальмаров и креветок. Распространён каннибализм.
Размножаются икрометанием. Икра пелагическая. Нерест пеламиды совпадает с сезонами дождей. у юго-западного побережья Индии взрослые особи попадаются с мая по сентябрь, а молодь с октября по ноябрь. На юге и юго-западе Шри-Ланки половозрелые особи преобладают в период с сентября по февраль, а у западного побережья молодь встречаются в июне-августе. Вымётывание икры происходит несколькими порциями. Средняя годовая плодовитость колеблется от 80 тысяч до 1,15 миллионов икринок. Самцы и самки достигают половой зрелости при длине до развилки хвоста около 54 см.

## Взаимодействие с человеком
Восточная пеламида является объектом промысла. Её ловят неводами, дрифтерными сетями и крючковыми орудиями лова. Мясо поступает на рынок в свежем, замороженном, вяленом и консервированном виде. Представляет интерес для рыболовов-любителей, максимальная длина трофейной рыбы до развилки хвоста равна 89,5 см, а масса 10,65 кг. Международный союз охраны природы оценил охранный статус вида как «Вызывающий наименьшие опасения».